# La reina de la Costa Negra
La reina de la Costa Negra (titulado originalmente en inglés Queen of the Black Coast) es uno de los relatos protagonizados por el personaje de espada y brujería Conan el Cimmerio. Escrito por Robert E. Howard y publicado por primera vez en la revista Weird Tales en 1934, el relato está ambientado en la mítica Era Hiboria. En él se relatan las aventuras que Conan vivió junto a su gran amor Bêlit, cuando surcaban juntos los mares y se dedicaban a la piratería.

## Argumento

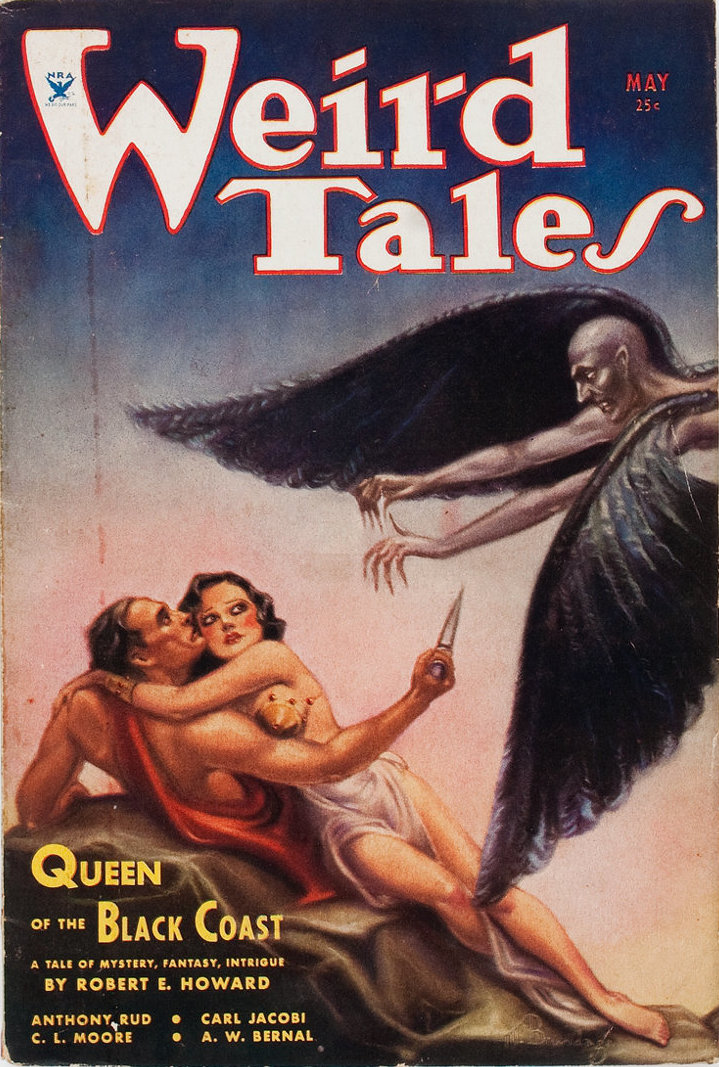
La portada del número de Weird Tales de mayo de 1934 con la Reina de la Costa Negra, una de las historias originales de Robert E. Howard.

La historia comienza en un puerto de Argos, donde Conan exige enérgicamente el paso a bordo de una barcaza, el Argus, y el capitán acepta a regañadientes a la petición de Conan después de varias amenazas. Pronto se informa el capitán que Conan está huyendo de las autoridades civiles de Argos debido a una disputa judicial en la que Conan se negó a traicionar el paradero de un amigo.
Al llegar a las aguas infestadas de piratas de Kush, la nave comercial es atacada por los piratas liderados por Bêlit, la reina de la Costa Negra. Bêlit y sus hombres masacran a la tripulación sin preparación del Argus, dejando el cimmerio con vida, debido a su aspecto único. Bêlit ofrece a Conan la oportunidad de navegar con ella, ser su compañero y ayudar a dirigir sus feroces guerreros. Curiosamente herido por esta mujer ardiente, Conan está de acuerdo y, por un tiempo, navega por la Costa Negra realizando brutales saqueos en los pueblos costeros y de inculcar el miedo en los habitantes supersticiosos.
Pronto, las leyendas comienzan en Hyboria que la diablesa del mar, Bêlit, ha encontrado un compañero, Conan, un hombre de hierro cuya ira es la de un león herido por lo que es apodado con el nombre de Amra. Los supervivientes de los buques Estigios masacrados maldicen el nombre de Bêlit y su guerrero cimmerio con ojos azules.
Navegando por un río sin nombre, Bêlit y Conan se encuentran unas antiguas ruinas donde vive un monstruo alado y se ha encontrado un tesoro perdido. A pesar de los extraños asesinatos de su tripulación y de los diversos horrores que acechan en la selva, Bêlit y Conan todavía encuentran tiempo para su romance sexual que es aludido por Howard por tener connotaciones sadomasoquistas. En un momento de pasión, Bêlit promete que ni siquiera la muerte puede impedir que el equipo de Conan, una promesa que se debe mantener mucho antes de lo que espera.
A pesar de su intenso amor por Conan, Bêlit se maravilla por un collar de piedras preciosas malditas y atrida por un estado mental, Bêlit a realizar órdenes erróneas. Dados los peligros extravagantes constantes y su propia locura, su tripulación está pronto diezmada y Bêlit acaba colgada por un monstruo alado. Conan enfurecido se enfrenta a ese asesino sobrenatural y antes de que sea asesinado, el espíritu de Bêlit interviene. Conan mata el horror alado y sale de las ruinas a la nave de Bêlit con su cadáver.
La historia termina con Conan dando a Bêlit un funeral vikingo y reflexionando sobre su pérdida.

## Adaptación
La historia fue adaptada y ampliada por Roy Thomas, Mike Ploog y John Buscema en los cómics de la serie Conan el Bárbaro.
La idea de la mujer que muere y vuelve para ayudar a Conan en la batalla, fue utilizada en la película de 1982 Conan el Bárbaro.
A finales de 2017 Rodolfo Martínez publica La Canción de Bêlit, una novela de Conan que se integra entre el primer y segundo capítulo del relato.
- Datos: Q531676
- Multimedia: Queen of the Black Coast / Q531676